# Riksväg 3, Norge
Riksväg 3 (norska: Riksvei 3) är en riksväg i Norge som går mellan Europaväg 6 vid Kolomoen i Stange kommun, Innlandet fylke och Europaväg 6 vid Ulsberg i Rennebu kommun, Trøndelag fylke. Den passerar genom kommunerna Stange, Løten, Elverum, Åmot, Stor-Elvdal, Rendalen, Alvdal, Tynset och Rennebu.
Vägen är 304,1 kilometer lång, varav 290.2 kilomer i Innlandet fylke och 13,9 kilometer i Trøndelag fylke. Den går till en stor del genom Østerdalen och passerar bland annat tätorterna Elverum, Rena, Koppang, Alvdal och Tynset.

## Anslutningar
Riksväg 3 ansluter till:
- Europaväg 6 (vid Kolomoen)
- Fylkesväg 24 (vid Korsbakken)
- Riksväg 25 (vid Tønset)
- Riksväg 25 (vid Elverum)
- Fylkesväg 215 (vid Rena)
- Fylkesväg 30 (vid Nordstumoen, nära Koppang)
- Fylkesväg 219 (vid Atna)
- Fylkesväg 29 (vid Steimoen, nära Alvdal)
- Fylkesväg 30 (vid Motrøa, nära Tynset)
- Europaväg 6 (vid Ulsberg)

## Bilder

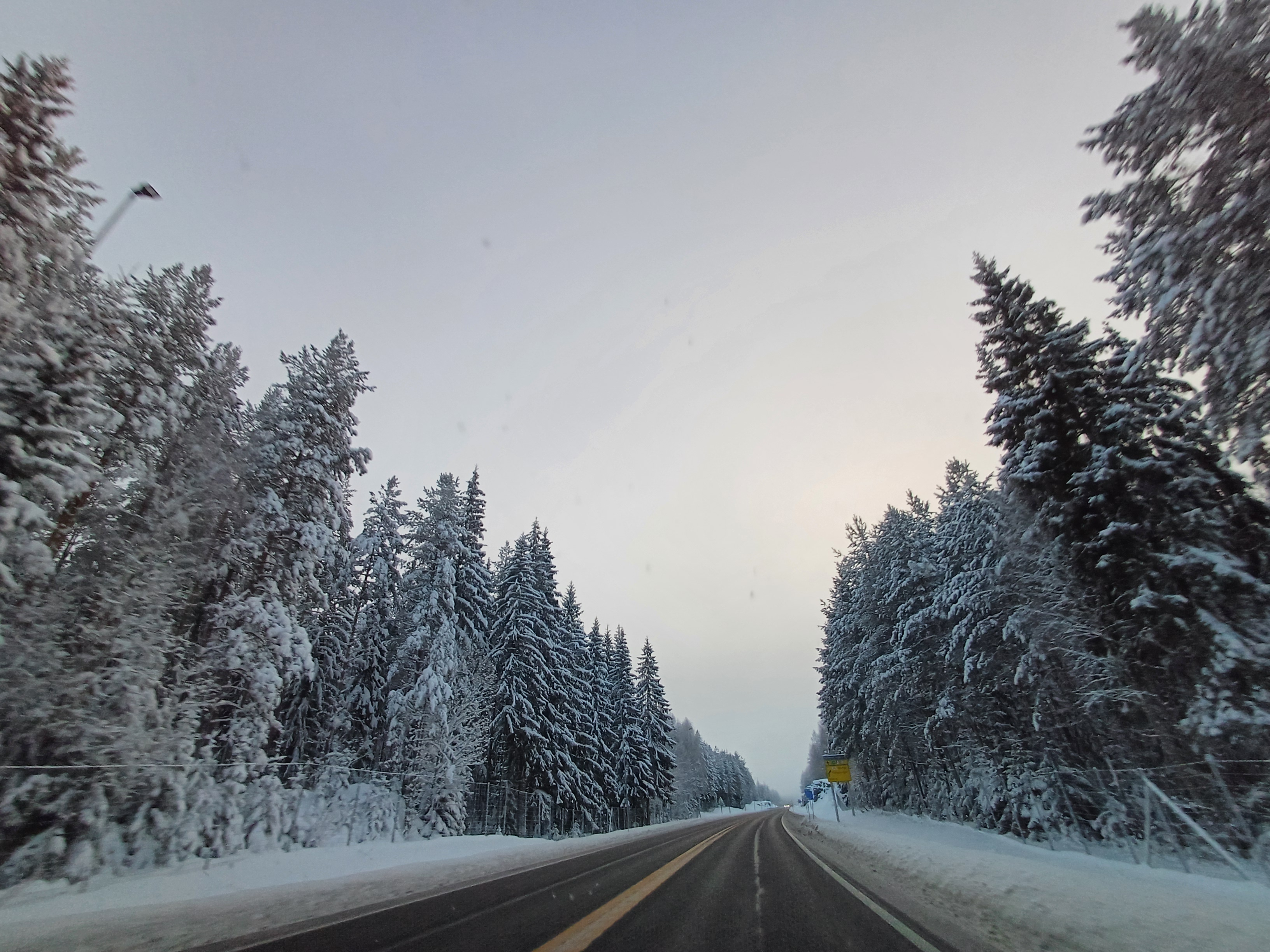
Riksväg 3 nära anslutningen till fylkesväg 24 vid Korsbakken.
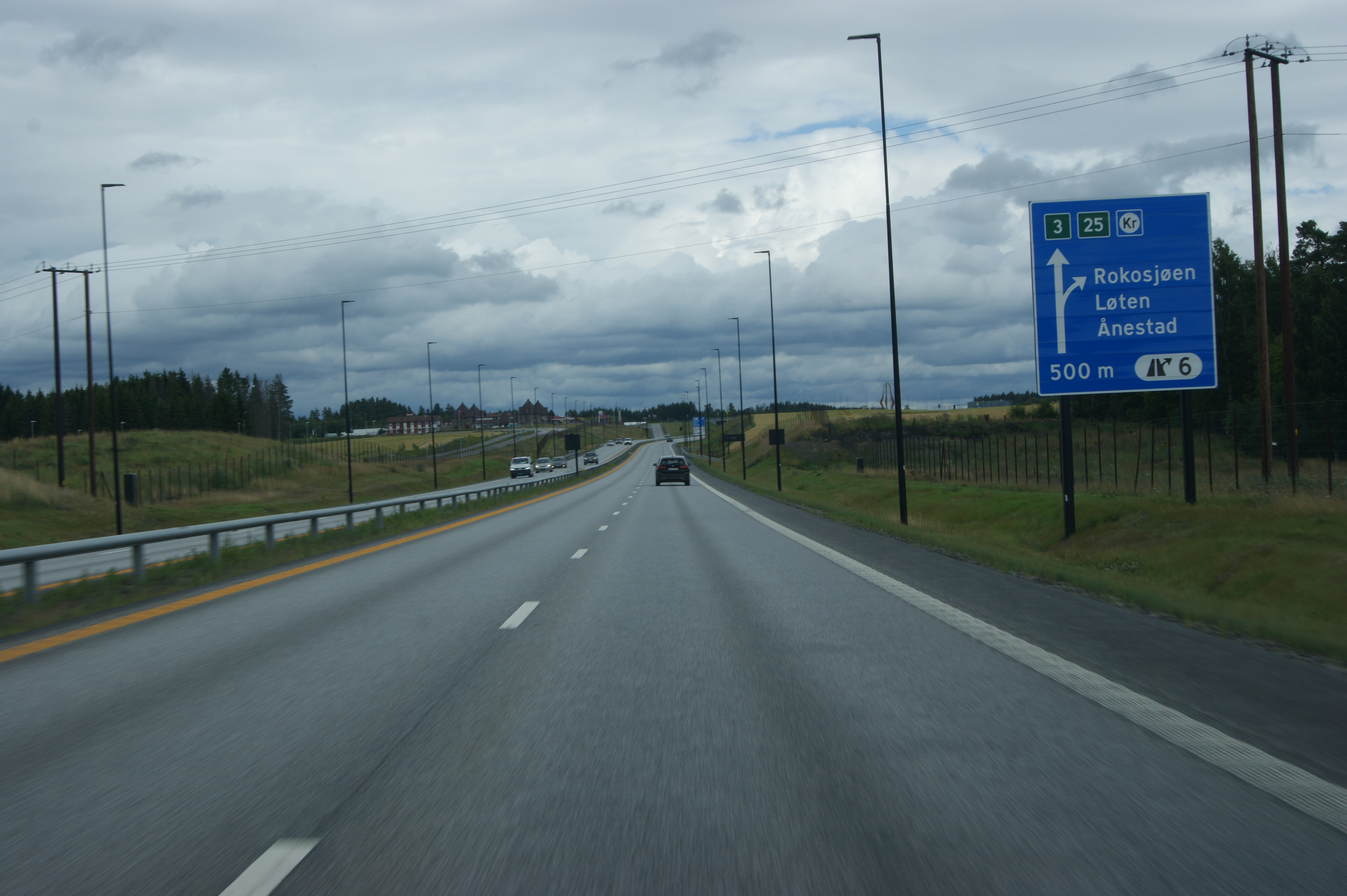
Riksväg 3 vid Myklegard.
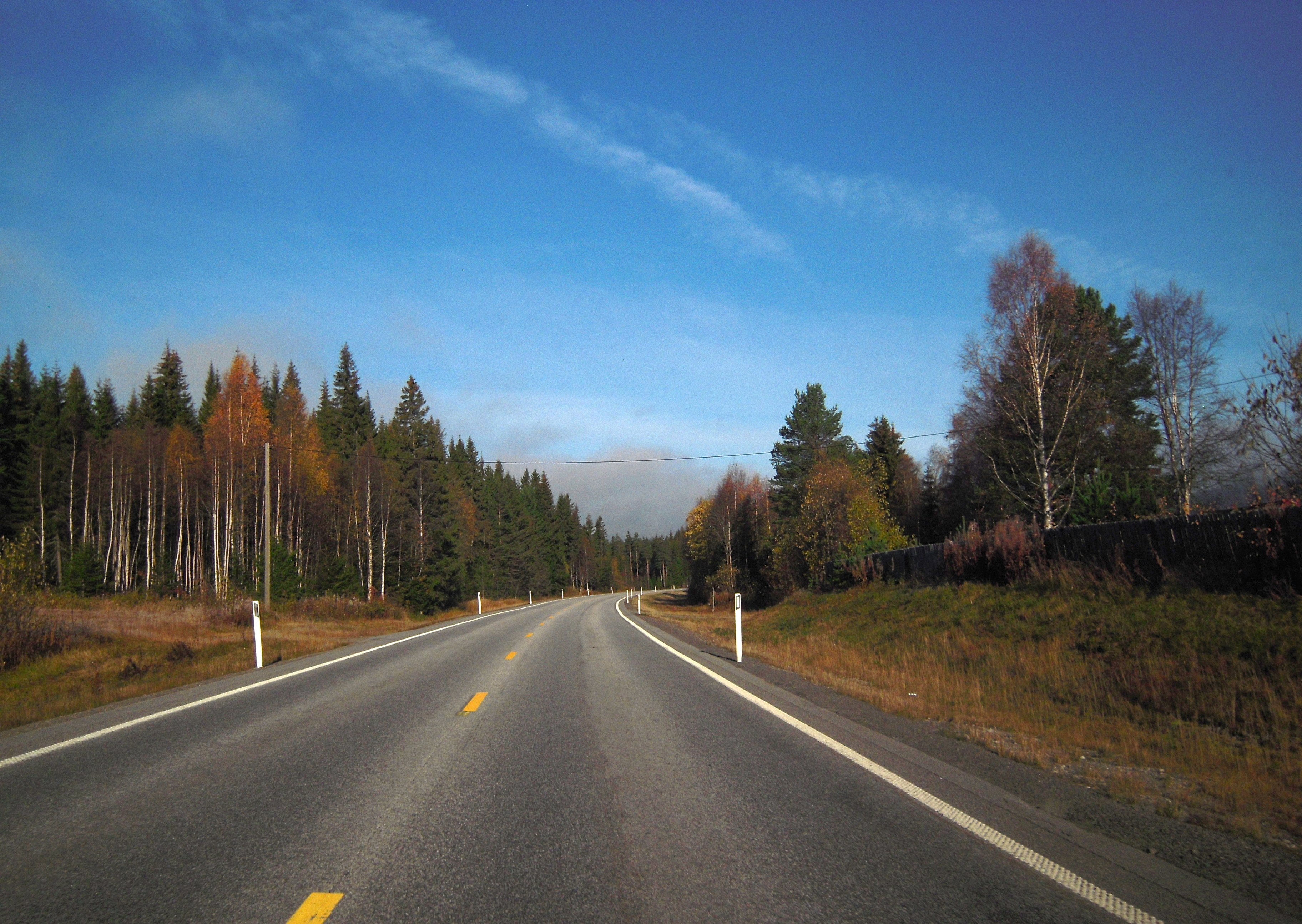
Riksväg 3 norr om Steinvik i Stor-Elvdals kommun.